# أرسين أفيتيسيان
أرسين أفيتيسيان (بالأرمينية: Արսեն Ավետիսյան؛ ولد في 8 أكتوبر، 1973 في يريفان في أرمينيا) هو لاعب كرة قدم أرميني يلعب حاليا لنادي جاندزسار كابان، وكان يلعب سابقا لمنتخب أرمينيا لكرة القدم.

## المشاركة مع الأندية
شارك في مسيرته مع العديد من الأندية. في عام 2006 عاد إلى أرمينيا للعب مع فريقه السابق بيونيك وكان دفعة إلى الأمام بالنسبة للفريق.

## المشاركة الدولية
منذ أن ظهر دوليا لأول مرة في عام 1992، مثل بلاده 23 مرة وسجل هدفا واحدا. توقف عن اللعب للمنتخب منذ عام 1998.

## روابط خارجية
- أرسين أفيتيسيان على موقع الاتحاد الدولي (مؤرشف)  (الإنجليزية)
- أرسين أفيتيسيان على موقع قاعدة بيانات كرة القدم.إي يو (الإنجليزية)
- أرسين أفيتيسيان على موقع ناشيونال فوتبول تيمز (الإنجليزية)
- أرسين أفيتيسيان على موقع Soccerway.com (الإنجليزية)
- أرسين أفيتيسيان على موقع عالم كرة القدم.نت (الإنجليزية)